# Trichaphodius serrulatus
Trichaphodius serrulatus är en skalbaggsart som beskrevs av Max Quedenfeldt 1884. Trichaphodius serrulatus ingår i släktet Trichaphodius och familjen Aphodiidae. Inga underarter finns listade i Catalogue of Life.